# المنطق في الفلسفة الإسلامية
لقد أولت الشريعة الإسلامية المبكرة أهمية كبيرة لصياغة معايير الحجة، مما أدى إلى ظهور نهج جديد للمنطق في علم الكلام. ومع ذلك، ومع صعود الفلاسفة المعتزلة، الذين كانوا يقدرون بشدة كتاب أورغانون لأرسطو، فقد حلت الأفكار الأقدم من الفلسفة الهلنستية محل هذا النهج.[بحاجة لمصدر] لعبت أعمال الفارابي وابن سينا والغزالي وغيرهم من علماء المنطق المسلمين الذين غالبًا ما انتقدوا وصححوا المنطق الأرسطي وقدموا أشكالهم الخاصة من المنطق، دورًا محوريًا في التطور اللاحق للمنطق الأوروبي خلال عصر النهضة خاصةً أفكار ابن سينا.
وفقًا لموسوعة روتليدج للفلسفة [الإنجليزية]:
بالنسبة لفلاسفة الإسلام، كان المنطق لا يقتصر على دراسة الأنماط الرسمية للاستدلال وصحتها فقط، بل تشمل أيضًا عناصر من فلسفة اللغة وحتى من نظرية المعرفة (الإبستمولوجيا) وما وراء الطبيعة (الميتافيزيقا). وبسبب النزاعات الإقليمية مع النحويين العرب (خاصة الكوفيين والبصريين)، كان الفلاسفة المسلمون مهتمين للغاية بوضع العلاقة بين المنطق واللغة، وأفردوا الكثير من المناقشات حول موضوع المنطق وأهدافه بالنسبة للاستدلال والكلام. في مجال التحليل المنطقي الرسمي، قاموا بتطوير نظرية علم المصطلحات، والقضايا الفلسفية والقياس المنطقي كما صاغها أرسطو في «الطبائع» و«التفسير» و«التحليلات السابقة». وفي روح أرسطو، اعتبروا القياس هو الشكل الذي يمكن أن يُختَصر إليه كل استدلال عقلاني، ورأوا في نظرية القياس النقطة المركزية للمنطق. حتى الشعر كان يُعتبر نوعًا من الفن القياسي بطريقة ما من معظم أرسطويي الإسلام البارزين.

ومن التطورات المهمة التي قام بها علماء المنطق المسلمون تطوير هو منطق ابن سينا كبديل للمنطق الأرسطي. كان نظام ابن سينا المنطقي مسؤولًا عن إدخال القياس المنطقي الافتراضي [الإنجليزية]، والمنطق النمطي والمنطق الزمني [الإنجليزية]، والمنطق الاستقرائي. تتضمن التطورات المهمة الأخرى في الفلسفة الإسلامية المبكرة تطوير علم صارم للاستشهاد [الإنجليزية] عُرف بالإسناد، وتطوير طريقة علمية للاستقصاء المفتوح لدحض الادعاءات الاجتهادية والتي يمكن تطبيقها بشكل عام على العديد من أنواع المسائل.

## الشريعة الإسلامية وعلم التوحيد (اللاهوت)
قُدمَت الأشكال المبكرة من الاستدلال القياسي والاستدلال الاستقرائي والقياس التصنيفي في الفقه (الفقه الإسلامي) والشريعة (القانون الإسلامي) وعلم الكلام (اللاهوت الإسلامي) منذ القرن السابع مع عملية القياس، قبل الترجمات العربية لأعمال أرسطو. وفي وقت لاحق خلال العصر الذهبي الإسلامي، كان هناك نقاش منطقي بين الفلاسفة والمنطقيين واللاهوتيين الإسلاميين حول ما إذا كان مصطلح القياس يشير إلى الاستدلال القياسي أو الاستدلال الاستقرائي أو القياس القاطع. وقد ذهب بعض علماء المسلمين إلى أن القياس يشير إلى الاستدلال الاستقرائي، وهو ما خالفه ابن حزم (994-1064)، حيث قال إن القياس لا يشير إلى الاستدلال الاستقرائي، بل يشير إلى القياس القطعي بالمعنى الحقيقي والاستدلال القياسي بالمعنى المجازي . ومن ناحية أخرى، زعم الغزالي (1058-1111) وابن قدامة المقدسي (1147-1223) أن القياس يشير إلى الاستدلال القياسي بالمعنى الحقيقي، والقياس القطعي بالمعنى المجازي. ومع ذلك، دحض علماء مسلمون آخرون هذا في ذلك الوقت قائلين إن مصطلح القياس يشير إلى كل من الاستدلال القياسي والقياس القطعي بالمعنى الحقيقي.

## المنطق الأرسطي
كانت أولى الكتابات العربية الأصلية في المنطق من تأليف الكندي (805-873)، الذي وضع ملخصًا للمنطق السابق حتى عصره. كانت أولى الكتابات في المنطق باستخدام عناصر غير أرسطوية من إنتاج الفارابي (873-950)، الذي ناقش موضوعات الاحتمالات المستقبلية، وعدد الفئات وعلاقتها، والعلاقة بين المنطق والقواعد، وأشكال الاستدلال غير الأرسطية في وقت مبكر جدًّا وسابق لزمانه. ويُنسب إليه أيضًا تصنيف المنطق إلى مجموعتين منفصلتين، الأولى هي الفكرة والثانية هي الحجة، إن هذا التطور المبكر الذي أُهمِل كان بادرةً وأحد أسباب تطورات عديدة أوروبية متأخرة منها شركات التأمين.
كان ابن رشد (1126-1198) آخر علماء المنطق الكبار في الأندلس، والذي كتب أكثر التعليقات تفصيلًا على المنطق الأرسطي.

## منطق ابن سينا

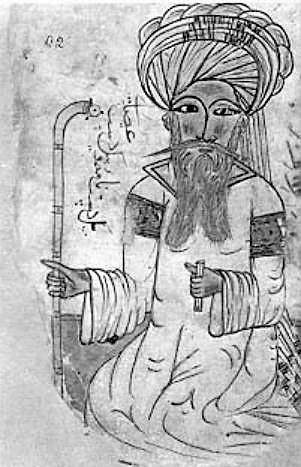
رسم لابن سينا من عام 1271

قام ابن سينا (980-1037) بتطوير نظامه المنطقي الخاص المعروف باسم منطق ابن سينا بديلًا لمنطق أرسطو. بحلول القرن الثاني عشر، حل منطق ابن سينا محل المنطق الأرسطي باعتباره النظام المنطقي السائد في العالم الإسلامي، وقد كان أكثر تطورًا من أي منطق آخر في زمانه.
كانت الانتقادات الأولى لمنطق أرسطو كتبها ابن سينا، الذي أنتج أطروحات مستقلة في المنطق بدلًا من التعليقات. وانتقد المدرسة المنطقية في بغداد لتعصبها لأرسطو في ذلك الوقت. قام بدراسة نظرية التعريف ونظرية التصنيف [الإنجليزية] وتكميم محمولات القضايا التصنيفية، كما وضع نظرية أصيلة مبهرة حول قياس المنطق الزمني [الإنجليزية] النمطي الموجه. وقد شملت مقدماتها تعديلات نحوية فلسفية [الإنجليزية] مثل: «في جميع الأوقات»، و«في معظم الأوقات»، و«في وقت ما».
ورغم أن ابن سينا اعتمد في كثير من الأحيان على الاستدلال الاستنتاجي في الفلسفة، فإنه استخدم نهجًا مختلفًا في الطب. ساهم ابن سينا بشكل مبتكر في تطوير المنطق الاستقرائي، والذي استخدمه لريادة فكرة المتلازمة الطبية. في كتاباته الطبية، كان ابن سينا أول من وصف أساليب الاتفاق والاختلاف والتباين المصاحب التي تعتبر بالغة الأهمية للمنطق الاستقرائي والمنهج العلمي.
كتب ابن حزم (994-1064) كتاب المنطق (بالإنجليزية: Scope of Logic)، حيث أكد على أهمية الإدراك الحسي كمصدر للمعرفة. كان للغزالي (1058-1111) تأثير مهم على استخدام المنطق في علم الكلام، حيث استخدم منطق ابن سينا في علم الكلام.
انتقد فخر الدين الرازي (مواليد 1149) الشكل الأولي القياسي لأرسطو وطوّر شكلًا من أشكال المنطق الاستقرائي، مما أنذر بنظام المنطق الاستقرائي الذي طوره جون ستيوارت ميل (1806-1873). وقد كتبت المدرسة الإشراقية، التي أسسها شهاب الدين السهروردي (1155-1191)، تفنيدات منهجية للمنطق اليوناني، وهو ما يعد ابتكارًا مهمًا في تاريخ التكهنات الفلسفية المنطقية. كتب ابن تيمية (1263 – 1328) تفنيدًا منهجيًا آخر للمنطق اليوناني، وهو الرد على المنطقيين، حيث جادل ضد فائدة القياس المنطقي، وصحته لصالح الاستدلال الاستقرائي، وذهب أبعد من ذلك إذ كانت هذه من أسباب تكفير ابن سينا.
يُعد منطق ابن سينا من أميز إبداعات الحضارة الإسلامية الفلسفية، ولا زالت بعض براهينه تُستخدم علميَّا لليوم.

## طالع أيضًا
- الفلسفة الإسلامية المبكرة
- تاريخ المنطق
- القياس
- الاجتهاد

## فهرس
- ريشر، نيكولاس 1964. دراسات في تاريخ المنطق العربي ، بيتسبرغ: مطبعة جامعة بيتسبرغ.

## روابط خارجية
- Avicenna (Ibn Sina): Logic entry in the موسوعة الإنترنت للفلسفة
- Routledge Encyclopedia of Philosophy: Logic in Islamic philosophy, Routledge, 1998
- Logic in Islamic philosophyby Deborah L. Black Muslimphilosophy.com:
- Ancient Islamic (Arabic and Persian) Logic and Ontology, at Raul Corazzon's History of Logic.